# Agravakar
Agravakar (armeniska: Ագռավաքար) är ett berg i Armenien. Det ligger i provinsen Aragatsotn, i den västra delen av landet, 40 kilometer nordväst om huvudstaden Jerevan. Toppen på Agravakar är 3 025 meter över havet, eller 13 meter över den omgivande terrängen. Bredden vid basen är 0,20 km.
Terrängen runt Agravakar är huvudsakligen kuperad, men söderut är den bergig. Runt Agravakar är det ganska tätbefolkat, med 60 invånare per kvadratkilometer.. Närmaste större samhälle är Byurakan, 17,1 kilometer sydost om Agravakar. 
Trakten runt Agravakar består i huvudsak av gräsmarker.